# Église de la Sainte-Croix (Landsberg)
Pour les articles homonymes, voir Église de la Sainte-Croix.
L'église de la Sainte-Croix (Heilig-Kreuz-Kirche) est une église catholique située sur une hauteur de la vieille ville de Landsberg am Lech en Bavière (Allemagne).

## Historique

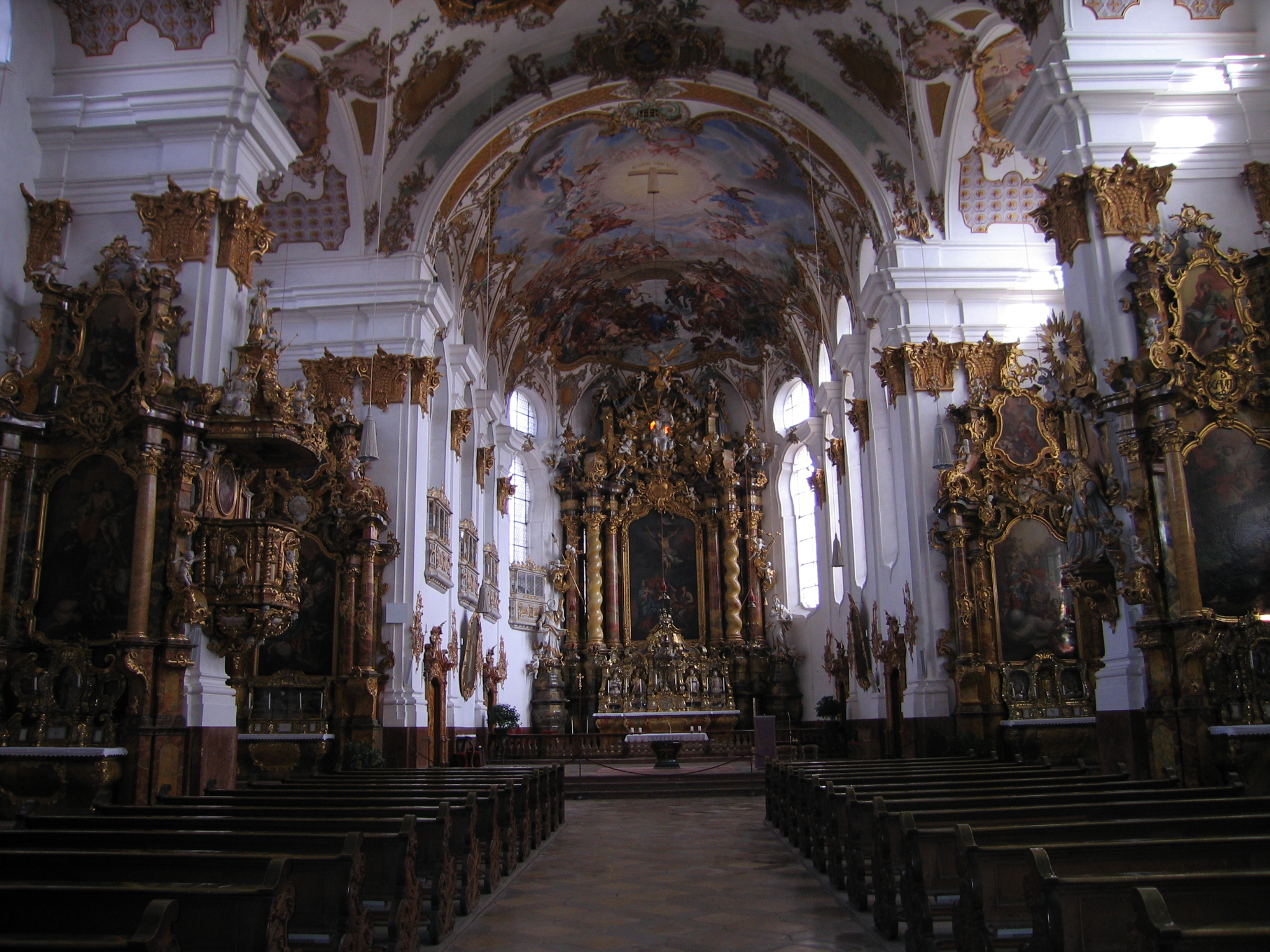
Intérieur rococo de l'église Sainte-Croix

Cette ancienne église jésuite a été consacrée en 1754 à la Sainte-Croix, remplaçant une église bâtie en 1584, la première des églises construite par la Compagnie de Jésus en Allemagne, celle de Dillingen leur ayant été confiée par le prince-évêque d'Augsbourg en 1563 qui l'avait fit bâtir auparavant.
L'intérieur rococo date du milieu du XVIIIe siècle. Les fresques des plafonds sont l'œuvre de Christoph Thomas Scheffler et de son frère Felix Anton, le maître-autel de Johann Baptist Baader (1758), montrant la Crucifixion du Christ.
L'église de la Sainte-Croix est conçue pour servir d'église au noviciat et au collège des jésuites construit à côté. Les saints de la Compagnie de Jésus sont représentés pour servir d'exemple à la jeunesse. Ce sont saint Louis de Gonzague, patron de la jeunesse, saint François-Xavier, patron des missions jésuites, saint Ignace de Loyola, fondateur de la Compagnie, Paul Miki et ses compagnons, martyrs japonais, et saint Stanislas Kostka, récemment canonisé (en 1726).
Le bâtiment du collège jésuite servant de noviciat, se trouve du côté nord. C'est aujourd'hui une maison de retraite et une école d'agriculture. Le bâtiment du collège jésuite servant de collège-lycée (Gymnasium) se trouve au sud. C'est aujourd'hui le Nouveau Musée de la ville.